# Jilun Shakeland Cycling Team/Saison 2016
Dieser Artikel listet Erfolge und Fahrer des Radsportteams Jilun Shakeland Cycling Team in der Saison 2016 auf.

## Zugänge – Abgänge
| Zugänge                                     | Team 2015                         | Abgänge                                 | Team 2016                       |
| ------------------------------------------- | --------------------------------- | --------------------------------------- | ------------------------------- |
| Serhij Hretschyn                            | Torku Şekerspor                   | Mustafa Sayar                           | Torku Şekerspor                 |
| Cristobal Olavarria Abarca (ab 19. Oktober) |                                   | Simon Buttner                           | Unbekannt                       |
| Jurij Agarkow (ab 19. Oktober)              | Team Lvshan Landscape             | Dong Yun Xuan                           | Beijing XDS-Innova Cycling Team |
| Jose Flober Pena (ab 18. Oktober)           |                                   | Qin Kun                                 | Beijing XDS-Innova Cycling Team |
| Olexei Kasjanow (ab 30. Mai)                | Kyiv Capital Racing               | Wang Xiaohang                           | Unbekannt                       |
| Dimitro Artemenko                           | Kyiv Capital Racing               | Gleb Moiseew                            | Unbekannt                       |
| Jefferson Rueda Tabon (ab 18. Oktober)      | EPM-UNE-Área Metropolitana        | Qi Liangyou                             | Unbekannt                       |
| Lau Wan Hei                                 |                                   | Lui Yongxi                              | Unbekannt                       |
| Yin Xiao Lei                                |                                   | Zhang Yuanxin (bis 10. Juli)            | Unbekannt                       |
| Gun Tianhao                                 |                                   | Ye Da (bis 13. Juni)                    | Unbekannt                       |
| Zhou Lu Cheng                               |                                   | Wladislaw Pohorelow (bis 30. September) | Unbekannt                       |
| Ye Da                                       |                                   | Jiang Yue (bis 13. Juni)                | Unbekannt                       |
| Yang Tao (ab 13. Juni)                      |                                   | Dimitro Artemenko (bis 30. September)   | Unbekannt                       |
| Jiang Yue                                   |                                   | Cai Yonghui (bis 13. Juni)              | Unbekannt                       |
| Wladislaw Pohorelow                         |                                   |                                         |                                 |
| Wu Yong Jian (ab 13. Juni)                  | Qinghai Tianyoude-BH Cycling Team |                                         |                                 |
| Li Xiang Juan (ab 13. Juni)                 |                                   |                                         |                                 |

## Mannschaft
| Name                       | Geburtstag         | Nationalität        |
| -------------------------- | ------------------ | ------------------- |
| Jurij Agarkow              | 8. Januar 1987     | Ukraine             |
| Karlo Aia                  | 18. August 1990    | Estland             |
| Cao Ye Wei                 | 16. September 1995 | Volksrepublik China |
| Serhij Hretschyn           | 9. Juni 1979       | Ukraine             |
| Gu Tianhao                 | 4. September 1996  | Volksrepublik China |
| Olexei Kasjanow            | 22. Februar 1992   | Ukraine             |
| Lau Wan Hei                | 3. Februar 1995    | Hongkong            |
| Li Xiang Yuan              | 3. Mai 1995        | Volksrepublik China |
| Juri Metluschenko          | 4. Januar 1976     | Ukraine             |
| Cristobal Olavarria Abarca | 9. Oktober 1991    | Chile               |
| Jose Flober Pena           | 7. Februar 1974    | Kolumbien           |
| Jefferson Rueda Tabon      | 7. April 1990      | Kolumbien           |
| Wu Yong Jian               | 12. Februar 1992   | Volksrepublik China |
| Yang Tao                   | 1. Januar 1997     | Volksrepublik China |
| Yin Xiao Lei               | 23. Februar 1997   | Volksrepublik China |
| Zhou Lu Cheng              | 11. November 1996  | Volksrepublik China |